# 다카기 슌 (성우)
타카기 슌(일본어: 高木俊, 1984년 3월 27일 ~ )는 일본의 남자 배우, 성우다.

## 출연 작품

### TV 애니메이션
2004년
- 스쿨 럼블(니시모토 간지)

2008년
- 유희왕 5D's(아오야마 코헤이)
- 천체전사 선레드(선레드)

2010년
- 스타 드라이버(혼다 죠지)
- 엔젤 비트(노다)